# Tau, Amerikanska Samoa

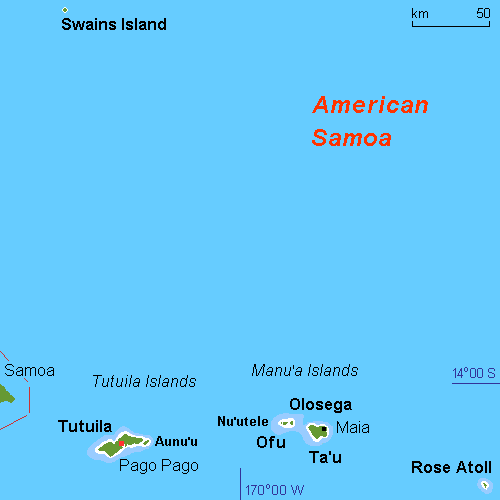
Lägeskarta

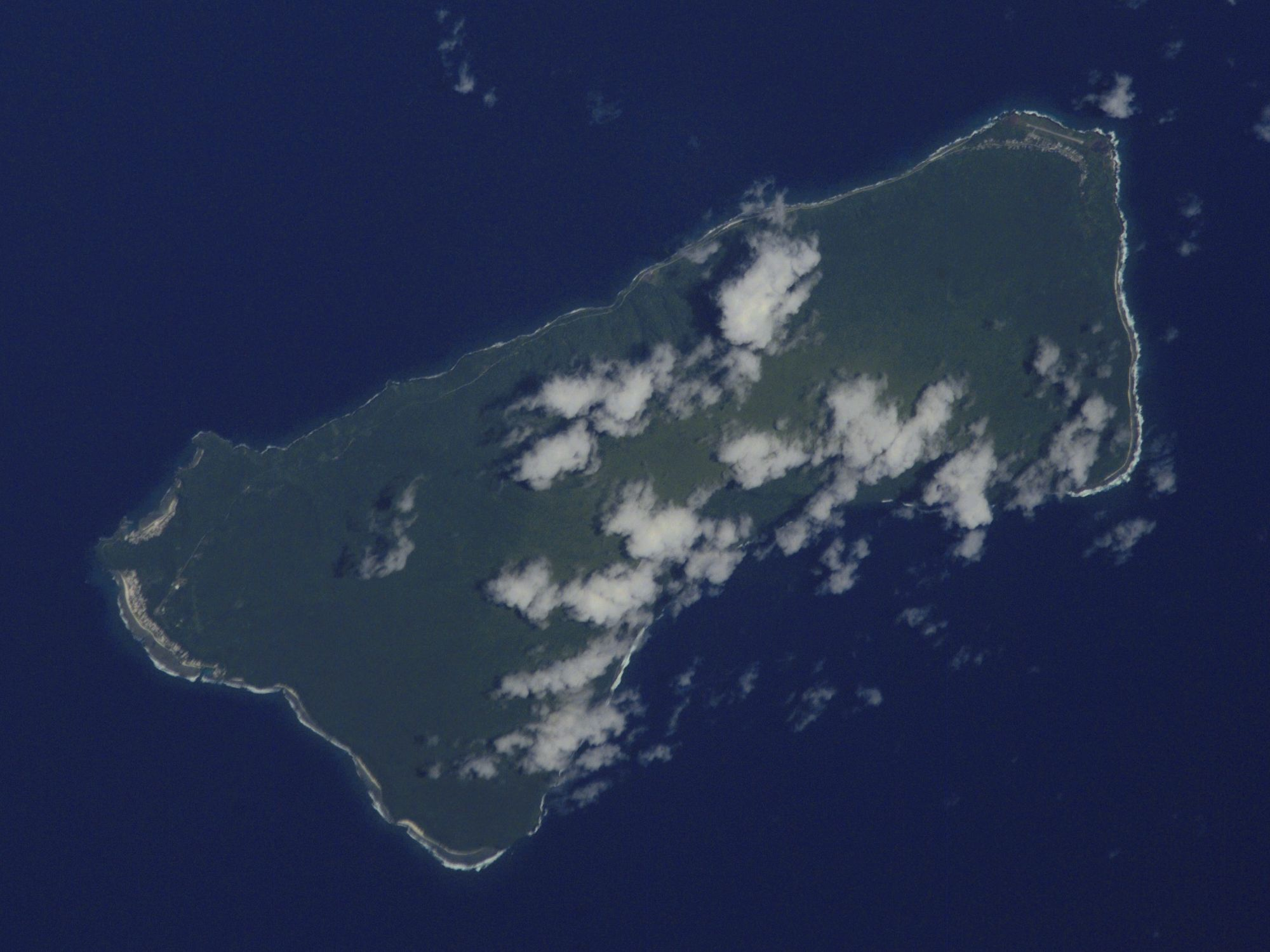
Ta'ū

Ta'ū (engelska: Ta'u Island; samoanska: O Ta'ū) är en ö i Amerikanska Samoa i södra Stilla havet.

## Geografi
Ta'ū ligger cirka 110 km öster om huvudön Tutuila och är huvudön bland Manu'aöarna.
Ön är av vulkaniskt ursprung och har en areal om ca 44,3 km² med en längd på cirka 10 km och som mest ca 6 km bred och är därmed den näst största ön i Amerikanska Samoa. 
Den högsta höjden är Lata Mountain på ca 966 m ö.h. på öns östra del.
Befolkningen uppgår till ca 873 invånare) där de flesta bor i huvudorten Tau på öns västra del. Förvaltningsmässigt är ön del av distriktet Manu'a District och uppdelad i 3 "counties" (län).
Öns har två små flygplatser, 'Fiti'uta (flygplatskod "FTI") som ligger på Ta'ūs östra del och Tau (flygplatskod "TAV", en liten flygplats för sjöflygplan) på den västra delen. Båda har kapacitet för lokalt flyg. I byn Faleāsu på öns nordvästra del finns även en liten hamn.

## Historia
Samoaöarna beboddes av polynesier sedan 1000-talet f.Kr..
På Ta'ūs östligaste del ligger även det arkeologiska området Saua som är den mytologiska ursprungsplatsen för det samoanska folkets födelse.
Den 16 juli 1904 övergick Ta'ū tillsammans med övriga Manu'aöarna formellt till USA:s förvaltning efter Samoaöarnas delning genom Berlinfördraget..
Ta'ū förvaltades av den amerikanska flottan (US Navy) från den 17 februari 1900 till den 29 juni 1951 då förvaltningen övergick till det amerikanska inrikesdepartementet (US Department of the Interior).
Den amerikanska antropologen Margaret Mead utförde under 1920-talet studier på ön som hon 1928 publicerade i boken  Coming of Age in Samoa.
Den 31 oktober 1988 inrättades American Samoa nationalpark som omfattar delar av Tutuila, Ofu och Ta'ū.
I februari 2005 drabbades ön hårt av cyklonen "Percy" med stor förstörelse som följd.